# Hypeuryntis
Hypeuryntis is een geslacht van vlinders van de familie sikkelmotten (Oecophoridae), uit de onderfamilie Xyloryctinae.

## Soorten
- H. coricopa Meyrick, 1897
- H. levis Meyrick, 1921
- H. neurometra Meyrick, 1926